# Район Алихана Бокейханова
Район Алиха́на Бокейха́нова (каз. Әлихан Бөкейхан ауданы, до 2021 года Октябрьский район) — административно-территориальная единица в северной части города Караганда. Промышленный и старый район города. Образован в 1938 году.

## История
Деление города Караганды на районы впервые произошло в 1938 году. Были образованы три района: Ленинский, Сталинский и Кировский.
В 1961 году, на основании Постановления Верховного Совета Союза ССР № 48 вышло Постановление Верховного Совета КазССР от 14 ноября 1961 года «О переименовании Сталинского района города Караганды», район стал называться Октябрьским районом города Караганды.
До 1997 года в городе Караганде было пять районов: Ленинский, Советский, Кировский, Октябрьский и Железнодорожный. С мая 1997-го в Октябрьский район вошли 3 бывших района: Кировский, Железнодорожный, Октябрьский. Новый район был назван Октябрьским районом.
В декабре 2021 года был официально переименован в честь казахского политика и общественного деятеля, лидера партии «Алаш» Алихана Бокейханова (1866-1937).

## Статистика
| Показатели                | Численность населения района (тыс.чел.) | Территория района, (тыс. га) | Количество улиц | Микрорайоны | Кварталы | Переулки | Другие | Жилых домов всего, в том числе | -многоэтажные | -частный сектор |
| район Алихана Бокейханова | 240,000                                 | 22,4 тыс.га                  | 283             | 18          | 3        | 52       | 6      | 13051                          | 1045          | 12006           |
| Майкудук                  | 140                                     |                              | 65              | 15          | 3        | 12       | 1      | 4195                           | 575           | 3620            |
| Пришахтинск               | 70                                      |                              | 165             | 3           | -        | 34       | 1      | 6464                           | 344           | 6120            |
| Сортировка.               | 30                                      |                              | 53              | -           | -        | 6        | 4      | 2392                           | 126           | 2266            |

## Экономика
На территории района расположены крупные предприятия города, в том числе все действующие шахты Караганды.
Горнодобывающая промышленность и энергетика:
- имени Костенко (АрселорМиттал Темиртау)
- «Кировская» (ГК «Гефест»)
- «Батыр»
- «Западная»
- имени Байжанова
- Карагандинская (обогатительная фабрика) (ГК «Гефест»)
- Карагандинская ТЭЦ-1 (Казахстанские коммунальные системы)
- Карагандинская ТЭЦ-3

Машиностроение и металлообработка:
- Карагандинский завод металлоконструкций (Имсталькон)
- Карагандинский машиностроительный завод имени Пархоменко
- Карагандинский завод электротехнического оборудования
- Сантехпром (бывший Карагандинский завод отопительного оборудования, «Теплоприбор»)
- Карагандинский литейный завод корпорации «Казахмыс»
- Карагандинское локомотивное депо
- Карагандинское вагонное депо
- Карагандинский завод металлоизделий

Металлургия и химическая промышленность:
- Завод Tau-Ken Temir (бывший «Силициум Казахстан»)
- Комбинат «Стройпластмасс» группы компаний «Астана-Финанс»
- YDD Corporation (Карагандинский ферросплавный завод)
- Завод ТОО "Kaz-metiz" (Каз-метиз) (Завод по производству стальных канатов и проволоки)

Пищевая промышленность представлена следующими крупными предприятиями:
- Карагандинский хлебо-макаронно-кондитерский комбинат (ХМКК) корпорации «Караганды-Нан»
- Хлебозавод «Сарыарка нан»

Сфера торговли представлена сетью супермаркетов «Аян», «Южный», «Корзина» и др. Из торговых центров наиболее крупные — «Ануар», «Умай».

## Культура и спорт
Учреждения культуры:
- Дворец культуры железнодорожников
- Дворец культуры Нового Майкудука
- Дворец культуры «Молодёжный»
- кинотеатр «Sary Arka cinema» (бывший «Ботакоз»)

Спортивные объекты:
- Спортивный комплекс имени Геннадия Головкина[5][6]
- теннисный центр «Шахтёр»
- стадион «Литейщик»
- стадион «Локомотив»
- ипподром «Карат»

## Деление
Крупные жилые массивы района - Майкудук, Пришахтинск и Сортировка, к которым также примыкают более мелкие поселки:
- Майкудук:
  - Курьяновский
  - Шахтерский (микрорайон)
  - Сахалин
- Пришахтинск:
  - Старая Тихоновка
  - Тихоновка
  - Финский посёлок
  - 2-й рудник
  - Шахтёрский посёлок и т. д.
- Сортировка:
  - Рабочий посёлок
  - Компанейск
  - Цемзавод
- Район ЖБИ (район 60-й шахты)

Есть отдельные маленькие посёлки при шахтах имени Горбачева и Костенко.

## Акимы
1. Мукатов, Кариполла Орынбекович (1998—1999)[7]; примерно 1998—2002[8]
2. Сарсенбаев, Даулет Маматаевич (2002 — 02 Ноябрь 2005)[9]
3. Эссе, Анатолий Эрикович (3 ноябрь 2005 — 2 августа 2006)[10]
4. Касимов, Сергей Владимирович (ноябрь 2006[11] — июнь 2011[12])[13]
5. Аубакиров, Нурлан Ерикбаевич (июль 2011 — май 2012)[14]
6. Бегимов, Кайрат Баяндинович (11 июнь 2012 — 11 апреля 2013)[15][16]
7. Темирханов, Ержан Оралович (июль 2013 — май 2017)[17]
8. Канаев, Алимжан Серикжанович (22 мая 2017 — июнь 2018)[18]
9. Кожухов, Мейрам Муратович (19 июля 2018 — март 2022)[19]
10. Шаймин, Саят Канатович (март 2022 - май 2023)[20]
11. Кулекеев Досбол Батырбекович (май 2023)